# Nils Strindberg
Nils Strindberg (Estocolmo, 4 de septiembre de 1872-Kvitøya, 1897) científico y fotógrafo sueco. Miembro de la expedición ártica en globo de S. A. Andrée.

## Biografía
Nils Strindberg obtuvo su grado universitario en la Universidad de Upsala en 1893 y consiguió trabajo en 1895 como amanuense en la Escuela Superior de Estocolmo, hoy Universidad de Estocolmo. Ese mismo año fue elegido por Andrée como el tercer hombre para su expedición al Polo Norte.
En la primavera de 1896 viajó a París a estudiar vuelo en globo. En el verano de ese año viajó a Svalbard para la expedición, aunque esta no partió en esa ocasión.
En 1897 participó en un nuevo intento de viajar al Polo Norte y pereció junto con los otros expedicionarios, Andrée y Knut Frænkel.
Johan Oscar Strindberg (1843-1905), el padre de Nils, era primo del escritor August Strindberg.